# Carmiña Navia Velasco
Carmiña Navia Velasco (Cali, Valle del Cauca, 5 de agosto de 1948) es una escritora y feminista colombiana. Realizó sus estudios de media en el Colegio del Sagrado Corazón de Jesús. Desde sus inicios formativos, se inclinó al estudio de la literatura, primero como estudiante de Letras en la Universidad del Valle y años más tarde como estudiante de la Maestría en Lingüística de la misma universidad. En 1978 viaja a España a cursar el Diplomado en Lengua y Literatura Española en el Instituto Iberoamericano de Cooperación en Madrid. Posteriormente realiza una Maestría en Teología, en la Universidad Javeriana de Bogotá. 
Por su importante trabajo como escritora, feminista, teóloga y gestora cultural es considerada pionera en los estudios literarios con enfoque de género en Colombia e impulsora de lecturas femenino-populares del texto bíblico. Además, es coordinadora del Grupo de Espiritualidad María de Magdala. Ha recibido varios reconocimientos en sus campos de trabajo. 

## Biografía
Ha tenido una destacada carrera académica, iniciada como profesora de Literatura en la Universidad San Buenaventura desde los años 1970 hasta 1976, año en el que se vincula a la Universidad del Valle como profesora titular de la Escuela de Estudios Literarios de la Universidad del Valle, fue Jefe del Departamento de Letras y Directora de la Maestría en Literaturas latinoamericana y colombiana.
Trabajó como columnista de los diarios El País desde 1973 hasta 1975 y Occidente de Cali en 1972. 
Su motivación por los temas religiosos la condujo a realizar una Maestría en Teología en la Universidad Javeriana con sedes en Bogotá y Cali en 1997, y por mucho tiempo ha dictado cursos y talleres de Biblia y Espiritualidad Femenina en diversas ciudades del continente.
Cofundadora y líder desde 1976 de la Casa Cultural Tejiendo Sororidades de Cali una organización de carácter civil que convoca y beneficia a más de 1000 mujeres en la Comuna 18 de Cali. Es la directora del centro y sigue ofreciendo cursos literarios a la comunidad local y en otras ciudades del país. Es una connotada activista de la vida cultural, literaria y feminista de dicha ciudad. 

## Investigaciones y Producción Académica
Ha sido colaboradora permanente de distintas revistas nacionales e internacionales de literatura y teología con artículos como ''Teología desde la mujer, un paradigma fértil en Revista Alternativas 16 y 17. El cuerpo de las mujeres y los hombres desplazados en Revista Theologica Xaveriana.  Violencia sexual, una mirada teológica de la muerte a la vida en Revista Alternativas 26. Narrativa Femenina en Latinoamérica hoy en Revista Hojas Universitarias #52. Laura Restrepo, la creación de un mundo novelístico en Revista La manzana de la discordia v. 1, #1. Centro de Estudios de género, mujer y sociedad, etc.
Paralelo a los estudios de género y teología, ha mantenido su obra poética con la que ha logrado posicionarse en un lugar importante dentro de la poesía femenina colombiana. En el año 2000 fue finalista del Concurso Internacional de Poesía Mística, Fernando Rielo, con el poema Oráculo, otros libros son El fulgor misterioso (2003), Senderos en destello (2004), La niebla camina en la ciudad (1975) y Caminando (1980).
En su carrera académica se ha dedicado a los estudios de género y ha sido este el motivo de muchas de sus investigaciones consignadas en libros como Judith, “Relato feminista en la Biblia" (1998),“La Narrativa Femenina en Colombia" (2006), “Guerra y paz en Colombia: Miradas de mujer" (2004), “Guerra y paz en Colombia: Las mujeres escriben" (2004).

PUBLICACIONES
POESÍA:
La niebla camina en la ciudad. Ediciones Puesto de Combate, Bogotá 1974
Caminos de lucha y esperanza.Edición del Centro Cultural Popular Meléndez, Cali 1977 
Caminando. Edición del Centro Cultural Popular Meléndez, Cali 1980
Poemas de Otoño. Ediciones Xavier, Bogotá 1994
Oráculo 2000 América Latina. Revista Utopías, Bogotá 2000
El Fulgor misterioso. Edición de la Universidad del Valle, Cali 2003
Senderos en destello. Ediciones Xavier, Cali 2004
Geografías. Ediciones Casa Cultural Tejiendo Sororidades, Cali 2008
Las calles amarillas. Antología poética. Prólogo de María Ángeles Sánchez. Edición Centro de estudios de género - Universidad del Valle, Cali 2010
Trasegares de estío. Ediciones Embalaje. Museo Rayo, 2012
Amanecer de las alondras. Ediciones Apidama, Bogotá 2014
Instantes en Fuga. Ediciones Apidama, Bogotá 2017
Corredores Urbanos. Editorial Sial-Pigmalión, Madrid 2019
Atardecer en la ciudad. Editorial Sial-Pigmalión, Madrid 2022
"Parajes en la luz de los días" Editorial Sial-Pigmalión, Madrid 2024

ENSAYOS:
MARIO BENEDETTI Una Aproximación Crítica.
Editorial Otra Vuelta de Tuerca, Cali, 1983
JUDIT,RELATO FEMINISTA EN LA BIBLIA.
Editorial Indoamerican Press Service, Bogotá 1988
LA MUJER EN LA BIBLIA. OPRESIÓN Y LIBERACIÓN. 
Editorial Indoamerican Press Service, Bogotá 1991
LA CARTA DE SANTIAGO UN CAMINO DE ESPIRITUALIDAD
Editorial Indoamerican Press Service, Bogotá 1993
LA  MUJER  PROTAGONISTA EN LA NARRATIVA COLOMBIANA            
Editorial El Búho, Bogotá 1992
LA POESÍA Y EL LENGUAJE RELIGIOSO.
Editorial: Facultad de Humanidades, Univalle Cali, 1995
EL DIOS QUE NOS REVELAN LAS MUJERES
Ediciones Paulinas, Bogotá 1998
REFLEXIONES PARA SEMANA SANTA Y PASCUA  
Ediciones Paulinas, Bogotá 1999
Edición corregida y aumentada, Casa Cultural Tejiendo Sororidades, Cali 2014
LA NUEVA JERUSALÉN FEMENINA                          
Edición Conjunta: Dimensión Educativa y Centro Cultural  Popular Meléndez, Bogotá 1999                                                                                                              
LA CIUDAD INTERPELA LA BIBLIA
Editorial Verbo Divino, Quito 2001
JESÚS DE NAZARET, MIRADAS FEMENINAS 
Editorial Tierra Nueva, Colección Biblia  y Mujer, Quito 2002                                                                
GUERRAS Y PAZ EN COLOMBIA,LAS MUJERES ESCRIBEN
Edición,    Premio CASA DE LAS AMÉRICAS, La Habana, 2004
ENSAYOS BÍBLICO – TEOLÓGICOS Miradas Femeninas
Edición de Dimensión Educativa,  Bogotá 2005
LA  NARRATIVA FEMENINA EN COLOMBIA
Edición, Grupo de Estudio DISCURSO GENERO Y LITERATURA, Facultad de Humanidades Universidad del Valle,  Cali, 2006
DIOS EN CARNE DE MUJER
Publicación de la Escuela Bíblica de la Casa Cultural Tejiendo Sororidades Cali 200
LAS MUJERES EN EL CRISTIANISMO PRIMITIVO: El Caso de Tecla
Publicación de la Escuela Bíblica Casa Cultural Tejiendo Sororidades, Cali 2009
POETAS LATINOAMERICANAS, Una Antología Crítica
Edición Universidad del Valle, Cali 2009
DE LA MUERTE A LA VIDA,
Fotografías de María Ángeles Sánchez, textos de Carmiña Navia Velasco                       
Edición, Casa Cultural Tejiendo Sororidades y Cabildo de Gran Canaria - Cali, 2009     
ESTRELLAS FUGACES PARA EL ADVIENTO Y LA NAVIDAD
(Reflexiones espirituales femeninas)                      
Ediciones Apidama, Bogotá 2015
RONDANDO LA PLUMA Y LA PALABRA
Editorial Universidad del Valle Cali 2016
ENTRELAZAR MIRADAS Y PALABRAS, Ensayos de teología feminista
Editorial Fe Adulta Madrid 2019

## Premios y reconocimientos
- 1988: recibe Mención de Honor en el Primer Concurso Nacional de Bibliotecología, Daniel Samper Ortega, con la obra: La Biblioteca Pública Popular.
- 2000: finalista del Concurso Internacional de Poesía Mística: Fernando Rielo, con el poema ORACULO 2.000 AMÉRICA LATINA
- 2001: recibe el premio Mujeres de éxito en la Categoría Social, Bogotá.
- 2004: obtiene el Premio Casa de las Américas en la modalidad de Premio Extraordinario sobre estudios de la mujer, por el trabajo: Guerra y paz en Colombia, las mujeres escriben.
- 2020: Reconocimiento como MAESTROS DE LA LITERATURA, Gobernación del Valle del Cauca.
- 2024: Fue nombrada Miembro Correspondiente de la Academia Colombiana de la Lengua.[2]